# Richard Brademann
Richard Brademann (ur. 17 maja 1884 w Halberstadt, zm. 20 kwietnia 1965 w Berlinie) – niemiecki architekt i działacz nazistowski.

## Życiorys
Brademann studiował od 1903 na wydziale architektury Królewskiej Szkoły Technicznej w Charlottenburgu. W lipcu 1908 uzyskał dyplom i złożył podanie o praktykę w służbie cywilnej. W 1913 został rządowym radcą budowlanym, a w kolejnym roku objął posadę w Pruskim Zarządzie Kolei (niem. Preussische Eisenbahnverwaltung). Od 1920 pracował jako wyższy radca, kierując jednym z trzech oddziałów projektowych Deutsche Reichsbahn.
W latach 1922–1939 zaprojektował wiele stacji kolejowych węzła berlińskiego, przede wszystkim przystanki S-Bahn, a także liczne transformatorownie, nastawnie i inne obiekty techniczne. Osobisty styl Brademanna był rzeczowy i klarowny, nawiązywał do modernizmu, oficjalnie zwalczanego przez nazistów. Charakterystyczne klinkierowe budynki Brademanna stworzyły jednocześnie jedyny w swoim rodzaju styl jednoznacznie kojarzony z S-Bahn w Berlinie. Brademann wywarł podobny wpływ na S-Bahn jak Alfred Grenander na metro.

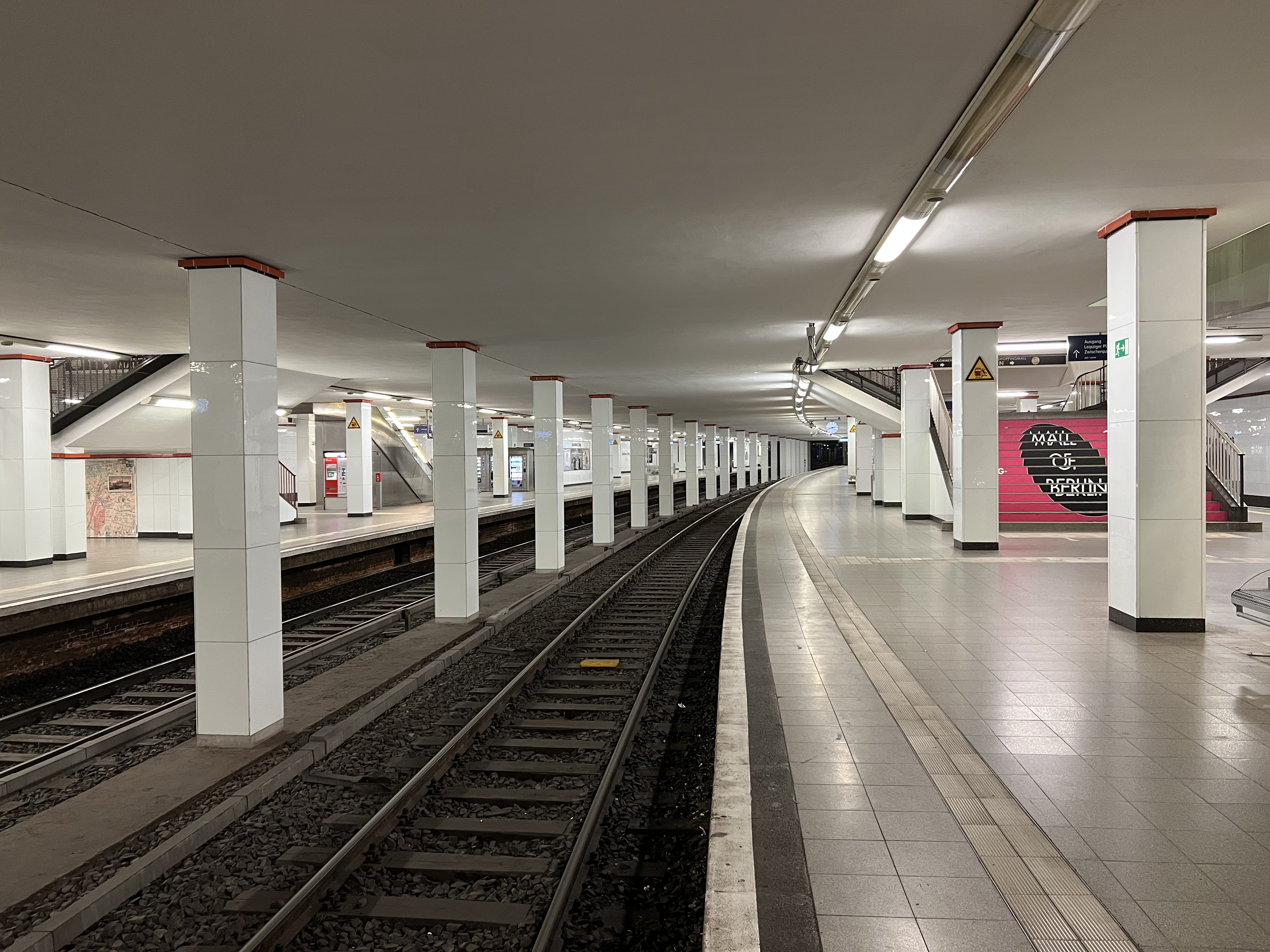
R. Brademann: perony kolei miejskiej dworca Potsdamer Platz w Berlinie

W 1931 Brademann wstąpił do NSDAP, a w kwietniu tegoż roku wystąpił z pismem denuncjacyjnym skierowanym przeciw członkom dyrekcji kolei pochodzenia żydowskiego lub związanych z komunistami. Po 1933 otrzymał odznaczenie Schönheit der Arbeit, jednak ze względu na żydowskie pochodzenie babki objęły go ustawy norymberskie; spod ich działania został wyjęty dzięki swoim znajomościom. Po II wojnie światowej został oczyszczony z zarzutów o popełnienie zbrodni wojennych, jednak nie przyjęto go ponownie do służby państwowej. Przez kilka lat pracował przy odbudowie Jugosławii, po czym wrócił do zachodniej części Berlina, gdzie zmarł w zapomnieniu.

### Wybrane dzieła

#### Dworce
- 1922–1924 – Dworzec Warschauer Strasse
- 1926–1928 – Dworzec Ausstellung (obecnie Westkreuz)
- 1927–1928 – Dworzec Eichkamp
- 1927–1928 – Dworzec Berlin-Wannsee
- 1929 – Dworzec Bornholmer Strasse w Berlinie
- 1932–1933 – Dworzec Feuerbachstrasse z zespołem sklepów w Berlinie
- 1939 – wschodnie podziemne perony dworca Potsdamer Platz w Berlinie
- 1939 – podziemne perony Anhalter Bahnhof w Berlinie

#### Stacje transformatorowe, prostownikowe i zasilające

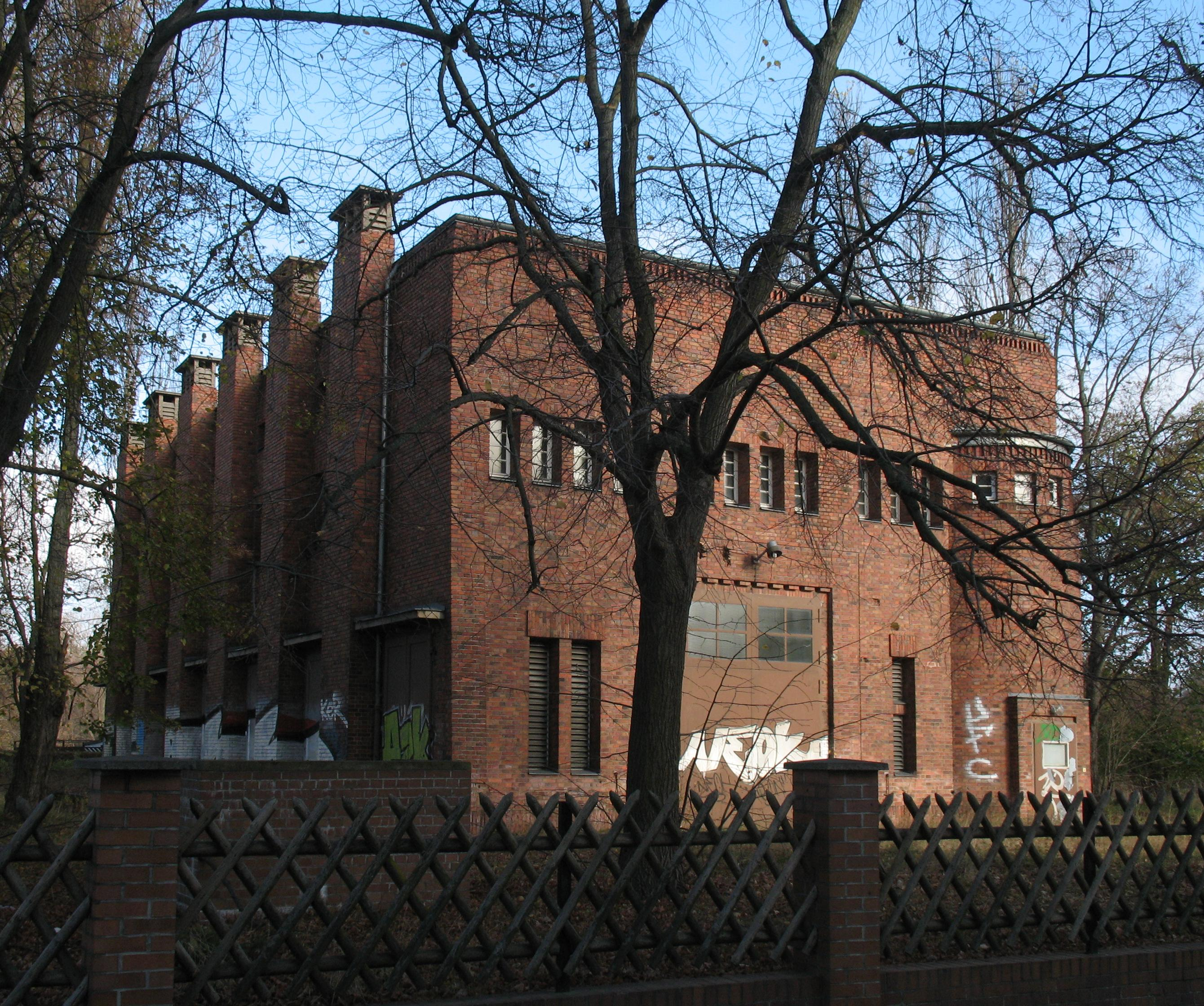
Stacja prostownikowa Hennigsdorf

- 1922–1924 – transformatorownia Pankow
- 1922–1925 – transformatorownia Hermsdorf
- 1924–1926 – stacja prostownikowa Hennigsdorf
- 1925–1926 – stacja prostownikowa Tegel
- 1927 – transformatorownia przy Saalestrasse w Neukölln
- 1927–1928 – stacja zasilająca i prostownikowa Halensee
- 1927–1928 – stacja zasilająca i prostownikowa Markgrafendamm
- 1927–1928 – stacja zasilająca i prostownikowa Ebersstrasse
- 1927–1928 – stacja prostownikowa i nastawnia Hermannstrasse
- 1927–1928 – stacja zasilająca i prostownikowa Friedrichstrasse
- 1927–1928 – stacja prostownikowa Niederschöneweide
- 1927–1928 – stacja prostownikowa Nikolassee
- 1932–193 – Gleichrichterwerk Lichterfelde West